# Caracollo
Caracollo es una pequeña ciudad y municipio de Bolivia, ubicado en la provincia de Cercado del departamento de Oruro. La localidad se encuentra a 37 km al norte de la ciudad de Oruro, la capital departamental.
Fue erigida como capital de la provincia de Cercado por Ley N.º 507, 25 de marzo de 1980, en el gobierno de Lydia Gueiler Tejada. Sin embargo, disposiciones posteriores restablecieron la capital de provincia en la ciudad de Oruro.

## Toponimia
El nombre de Caracollo proviene de los vocablos de la lengua quechua Q´ara Khollu, cuyo significado es "Cerro pelado".

## Historia
Caracollo fue una de las primeras poblaciones fundadas por los colonizadores españoles en el territorio boliviano. Juan de Saavedra encabezó la fundación de Caracollo el 30 de noviembre de 1535, durante la conquista de Bolivia.
Luego de la declaración de independencia de Bolivia en 1825, Caracollo formaba parte de la provincia de Sica Sica. El 1 de febrero de 1826, mediante Decreto Supremo, el cantón de Caracollo pasó a formar parte de la provincia de Oruro, que luego se convirtió en departamento el 5 de septiembre de 1826 durante el gobierno de Antonio José de Sucre.

### Actualidad
Durante las protestas en Bolivia de 2019, se produjo una emboscada a una caravana de buses, cerca a la localidad de Vila Vila al norte del municipio de Caracollo. El ataque se dio sobre la Ruta 1, cuando los protestantes se dirigían desde las ciudades de Sucre y Potosí hacia la ciudad de La Paz. Hasta el 2021, los autores de la emboscada todavía han sido juzgados, a pesar de que hubo un saldo de por lo menos cinco heridos por armas de fuego, según un informe del GIEI.

## Geografía
El municipio está ubicado en una altitud promedio de 3775 metros sobre el nivel del mar, con una superficie de 2639 km², cuenta con un clima frío, tierras arenosas y franco-arenosas.

## Economía
La producción agrícola del municipio de Caracollo está constituida por: patatas, oca, quinua, qañawa, cebada y pastos naturales. La ganadería de la región está conformada por el ganado vacuno criollo, llamas, alpacas y ovinos destinados para el consumo local.
Cabe mencionar que todos los años se realiza la gran feria el 14 de septiembre, con la visita de comerciantes de todo el país y de países vecinos.
En 2019 fue inaugurada en la comunidad de Jeruyo del municipio de Caracollo la fábrica de cemento más moderna de Sudamérica, administrada por la Empresa Pública Productiva de Cementos de Bolivia (Ecebol) con una capacidad de producción de tres mil toneladas al día.

## Demografía
De acuerdo con el censo boliviano de 2024, la población del municipio de Caracollo es de 23 068 habitantes.
La población del municipio aumentó aproximadamente dos tercios entre 1992 y 2024:
| Año  | Habitantes (municipio) | Fuente |
| ---- | ---------------------- | ------ |
| 1992 | 14.849                 | Censo  |
| 2001 | 19.860                 | Censo  |
| 2012 | 23.083                 | Censo  |
| 2024 | 23.068                 | Censo  |

## Festividades y celebraciones
Cada 6 de octubre, se celebra la festividad de la Virgen del Rosario, y peregrinación en el Santuario de Yarvicoya.
Cada primer sábado de octubre se realiza la entrada a devoción de la Virgen del Rosario, el día domingo se asiste a la misa de la virgen en la comunidad de Yarvicoya ubicado a 31 km de Caracollo. Seguidamente se realiza la entrada participando: los incas, morenadas, tinkus, caporales, llamerada y demás grupos autóctonos, lunes se realiza el calvario y las alasitas en los cerros de Yarvicoya. Martes se realiza la llegada a Caracollo por la tarde. Miércoles se realiza la entrada a devoción de la Virgen del Rosario en Caracollo, miércoles antes de la segunda entrada se realiza el concurso de las bandas de músicos y el viernes se realiza el dejame a los nuevos pasantes de la próxima fiesta de octubre. Por la tarde se realiza la cachacarpaya en el cerro de "cruz pata" de Caracollo.